# 美しきエレーヌ
『美しきエレーヌ』（フランス語: La belle Hélène, ドイツ語: Die schöne Helena ）は、ジャック・オッフェンバックが1864年に作曲し、同年12月17日にパリのヴァリエテ座で初演された全3幕のオペレッタ。
オッフェンバック作品の中では『地獄のオルフェ』（天国と地獄）と並んでヨーロッパでは人気作品となっている。

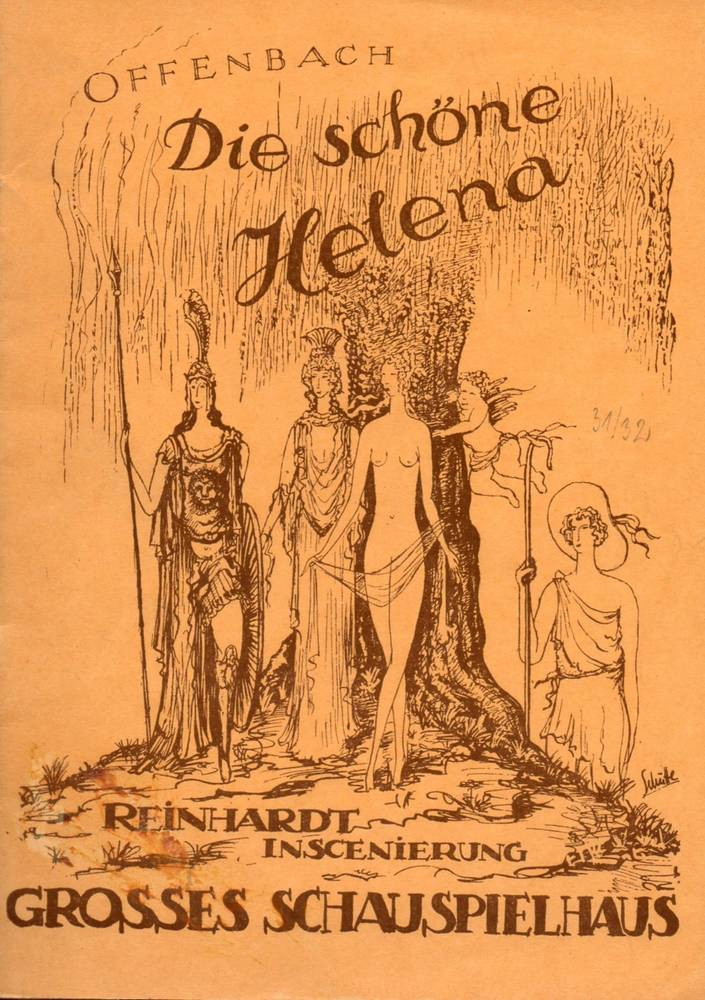
エルンスト・シュッテ画（1932年）ポスター

## 概要

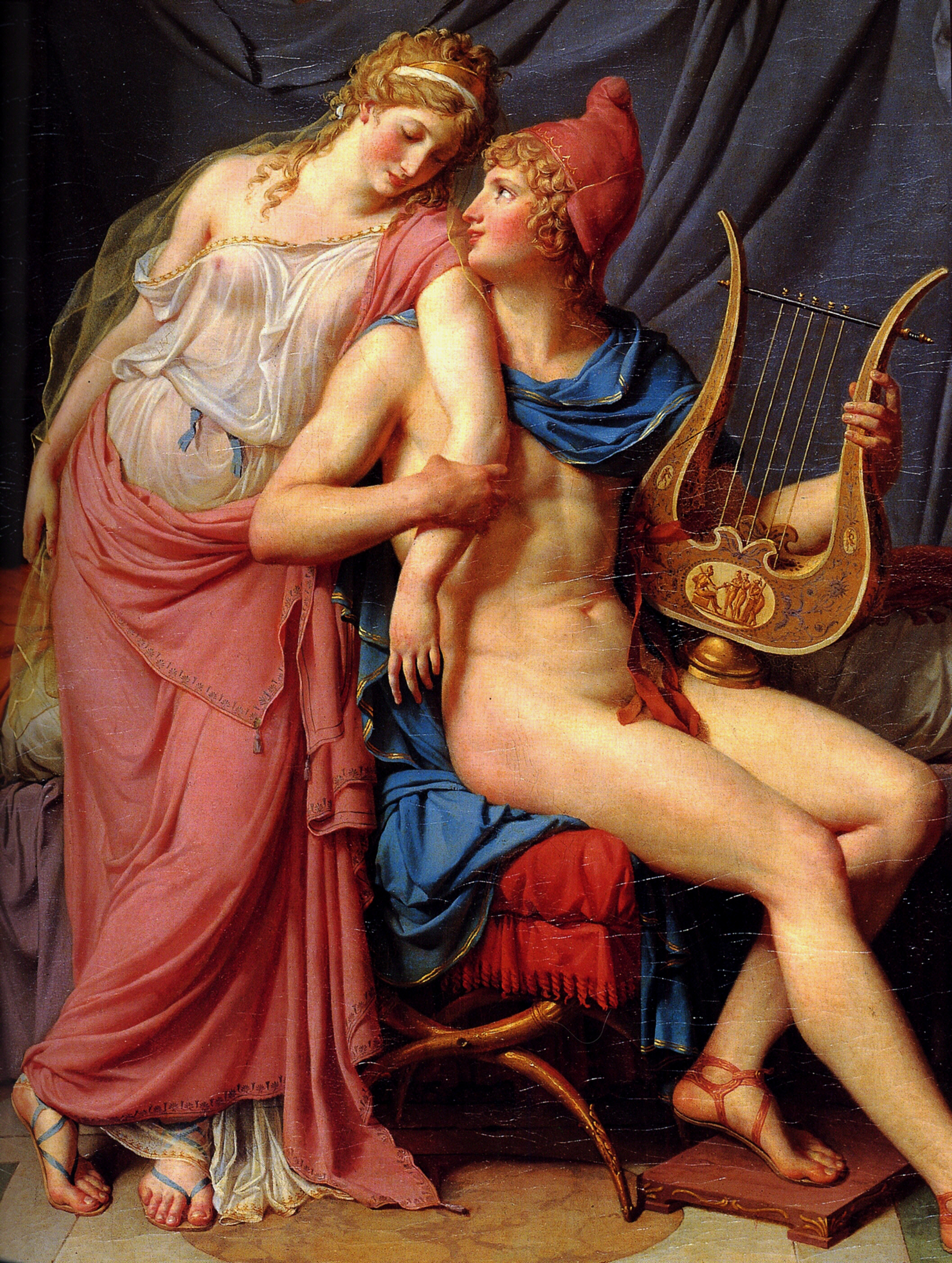
ジャック＝ルイ・ダヴィッドの1788年の絵画『ヘレネとパリスの愛』の一部。パリルーヴル美術館所蔵

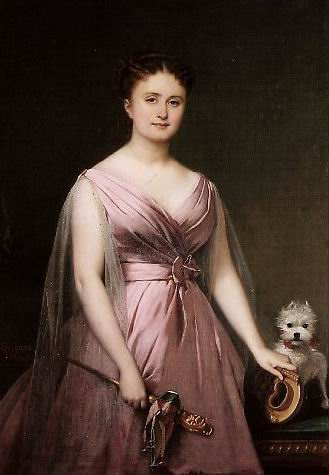
エレーヌを演じたオルタンス・シュネデール

物語は、トロイア戦争の原因となったパリスによる絶世の美女スパルタ王妃ヘレネの誘惑の話をパロディー化したもの。神話をたたき台にして、第二帝政下で問題となっていた人妻の不倫や社会的地位のある人々の放蕩ぶりを風刺している。リブレットはアンリ・メイヤックとリュドヴィク・アレヴィによりフランス語で書かれている。

### 初演
『パリのオッフェンバック』の著者アラン・ドゥコーは初演について次のように語っている「衆目の一致するところ、12月17日の『美しきエレーヌ』の初演は〈大成功〉ないし〈空前の成功〉だった。それは〈未曾有の勝利の一夜〉であり、〈伝説に残る大勝利〉であった。さらに、「オッフェンバックとともに（主役の）オルタンス・シュネデールの人気は不動のものになった。観客の圧倒的な支持を受けたのだ。満員札止めで上演したので、コニャールはホクホク顔になった。12月18日、オルタンスは《スター》と呼ばれた。彼女は《世界一の花形》ともてはやされ、たった一晩で名声の真っただ中へ放り込まれたのである」。最後に「オッフェンバック、シュネデール、メイヤック、アレヴィからなるオリュンポスの神々はパリを撃破した。伝説的なこの結びつきは、いわば登録商標となって、帝国最後の大祝祭の守り札となるだろう。そして、名高き四人の名前はフランス社会に狂騒のカドリールを踊らせるだろう」と結んでいる。
ウィーンでは1865年6月15日にオッフェンバック自身の指揮により、ドイツ語にて初演された。
日本初演は1876年にロネイ・セファス喜歌劇団により、横浜ゲーテ座にて行われた。

### 主題

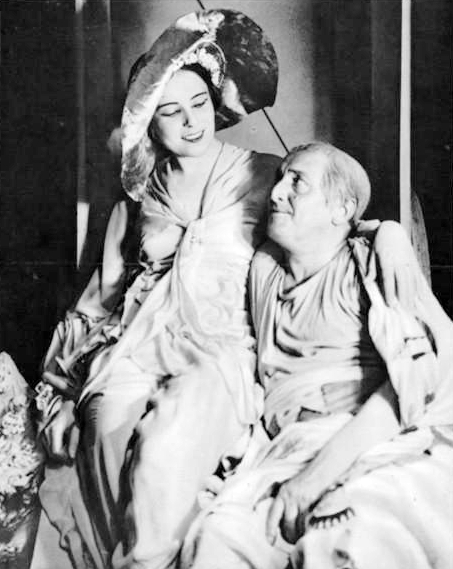
ヤルミラ・ノヴォトナとハンス・モーザー、1931年のマックス・ラインハルトの演出による上演

『オッフェンバック―音楽における笑い』の著者、ダヴィット・リッサンは「この作品は古代神話そのものの風刺が目的ではないことを忘れてはならない。オッフェンバックはもっと高いところに目標を据えている。彼が表現したかったもの（モーツァルトが微笑みによって描いたことをオッフェンバックが笑いによって描こうが、大した違いではない）、それはわれわれ人間の常に満たされることのない欲望である。さらに《ヴィーナスへの祈願》に触れて「一般的に、オペラ・ブフやオペレッタは、ありふれた主題を扱って面白おかしい喜劇となり得るが、オッフェンバックの作品は心理的葛藤など深刻な主題をユーモアと茶番で包み、常にドラマティックであり得る。彼の独創性は本質的に「女性の観点」からの葛藤を分かり易く表現することである。－中略－オッフェンバックのフェミニズムは当時としてみれば、驚くほど進んでいたのであった」ということである。

### 楽曲
『新グローヴ オペラ事典』によれば「エレーヌとパリスの歌にはオッフェンバックの中で最も表情豊かで均整のとれた声楽の書法が見られる。ロッシーニの『ギヨーム・テル』を巧みに真似た愛国心を鼓舞するような合唱など、傑出したナンバーを持っており、この作品は初演当初から人気を不動のものとした。このオペラの随所に作曲者の悪戯な目配せが認められ、それは特に「リンゴのお方」のような、いかにもオペラらしい多重唱をからかってみせた魅力的なパロディはその最たるものである。
『オペレッタの幕開け』の著者、森佳子は本作のパロディについて「シリアスな作品ではあるがベルリオーズの『トロイアの人々』の存在も見過ごすわけにはいかない。オッフェンバックと台本作家たちはベルリオーズを気にしていたはずである」と見ている。しかし、『トロイアの人々』は上演機会に恵まれなかったため、当時ベルリオーズのオペラに対するパロディとしては機能しなかった。また、『オックスフォードオペラ大事典』によれば、当時、大変人気のあった「マイアベーアの常套的な作品へのパロディにもなっている」ということである。

## リブレット

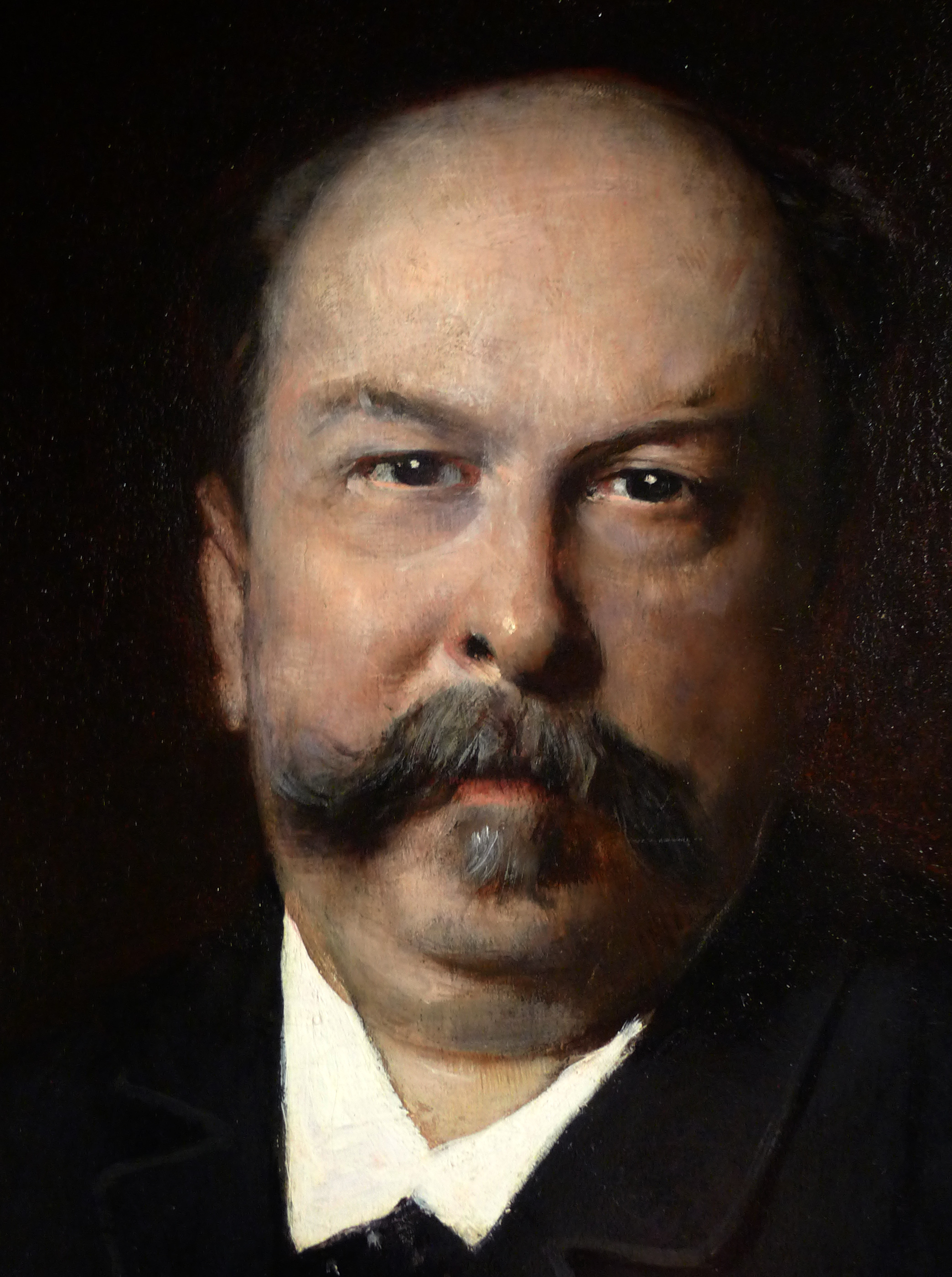
ドロネーによるメイヤック

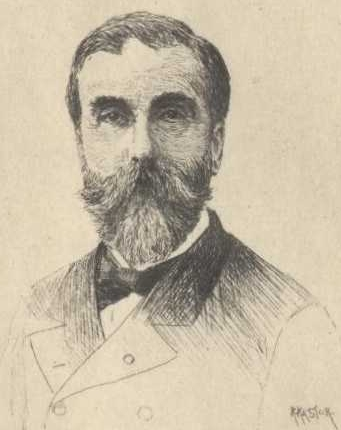
リュドヴィク・アレヴィ

アンリ・メイヤックとリュドヴィク・アレヴィはオッフェンバック作品のリブレットを数多く担当したコンビで、後に『パリの生活』（1866年）や『青ひげ』（1866年）、『ジェロルスタン女大公殿下』（1867年）、『ラ・ペリコール』（1868年）でも台本を担当し、オッフェンバックと彼ら2人は名トリオとして一世を風靡した。また、彼らはビゼーのオペラ『カルメン』（1875年）の台本やヨハン・シュトラウス2世のオペレッタ『こうもり』の原作となった戯曲『夜食』（1872年）も書いていることでも知られる。『オペレッタ名曲百科』の著者、永竹由幸は「人妻の浮気と言うリアリスティックな問題を決して下品にせず、つい笑い出してしまうように持っていく台本作家の腕は憎いほど見事」と評している。
『最新名曲解説全集』によれば、本作には「フランスの第二帝政時代の社会と、そこで活躍する為政者に対する攻撃的な風刺が織り込まれている。しかも、この作品ではこれまでのどの作品におけるよりも明らかに、上層社会について映し出されており、『地獄のオルフェ』ではまだあまり見られなかった荒廃状態の中に置かれている社会の没落的気分がさらに明確に示唆されている。エレーヌが再三再四口にする《運命》という言葉の裏には、いずれ訪れる国家の破局が推測され、また、最後にヴェニュスの高僧となって現れたパリスが民衆に向かって享楽的に暮らそうと呼びかける言葉の裏には、永遠には続くことのない現状の世界であるからこそ、今のうちに楽しんで暮らさなければならないといった思想が暗示されている」と説明している。
森佳子は本作の主役の性格設定について「タイトル・ロールのエレーヌはそれまでのオッフェンバックの作品にはないタイプだといえる。例えば、『地獄のオルフェ』のソプラノ役は自分自身の欲望に率直な普通の女性である。しかし、『美しきエレーヌ』では、このような典型的なソプラノを主役に据えることはしなかった。すなわちこの場合、メゾ・ソプラノに近い声質の歌手を主役にすることで、より複雑で矛盾した女性のキャラクターを描くことが可能になったのだ。エレーヌは神々が決めた運命の犠牲者であると同時に、《旧体質》と戦い続ける自己主張が強い女性である」と解説している。

## モデルをめぐって
初演当初からこの作品に出てくる人物たちについて、誰をモデルにしているのかという様々な憶測をたてられた。特に近年にいたるまでタイトルのエレーヌのモデルではないかと噂された女性に、ナポレオン3世の皇后ウジェニーがいる。第二帝政を代表する美女としてその名をはせた皇后は、スペイン出身ということもあって、マリー・アントワネットが「オーストリア女」とフランスの国民から憎まれたように、オッフェンバックがこの作品を作曲した頃には「スペイン女」と呼ばれて、国民の人気が無かった。そのため、ありとあらゆる悪意のある噂を流されていた。その中の1つが不倫をしているという噂であった。この噂は皇后の敵達によって散々吹聴されたものであったが、実際のところはまったくの事実無根であることが、現在では証明されている。夫ナポレオン3世は無類の女好きとしてヨーロッパ中で有名であったが、皇后のほうは信心深く、夫婦間の貞操を固く信じる女性であった。このことからも、近年の研究ではエレーヌのモデルは特定の個人ではなく、結婚はしたものの、政略結婚や家同士の釣り合いを考えたものであるが故に愛情はほとんどなく、夫婦それぞれ勝手気ままに愛人を作っていた、当時の上流社会の人々であるという説が一般的である。

## 登場人物

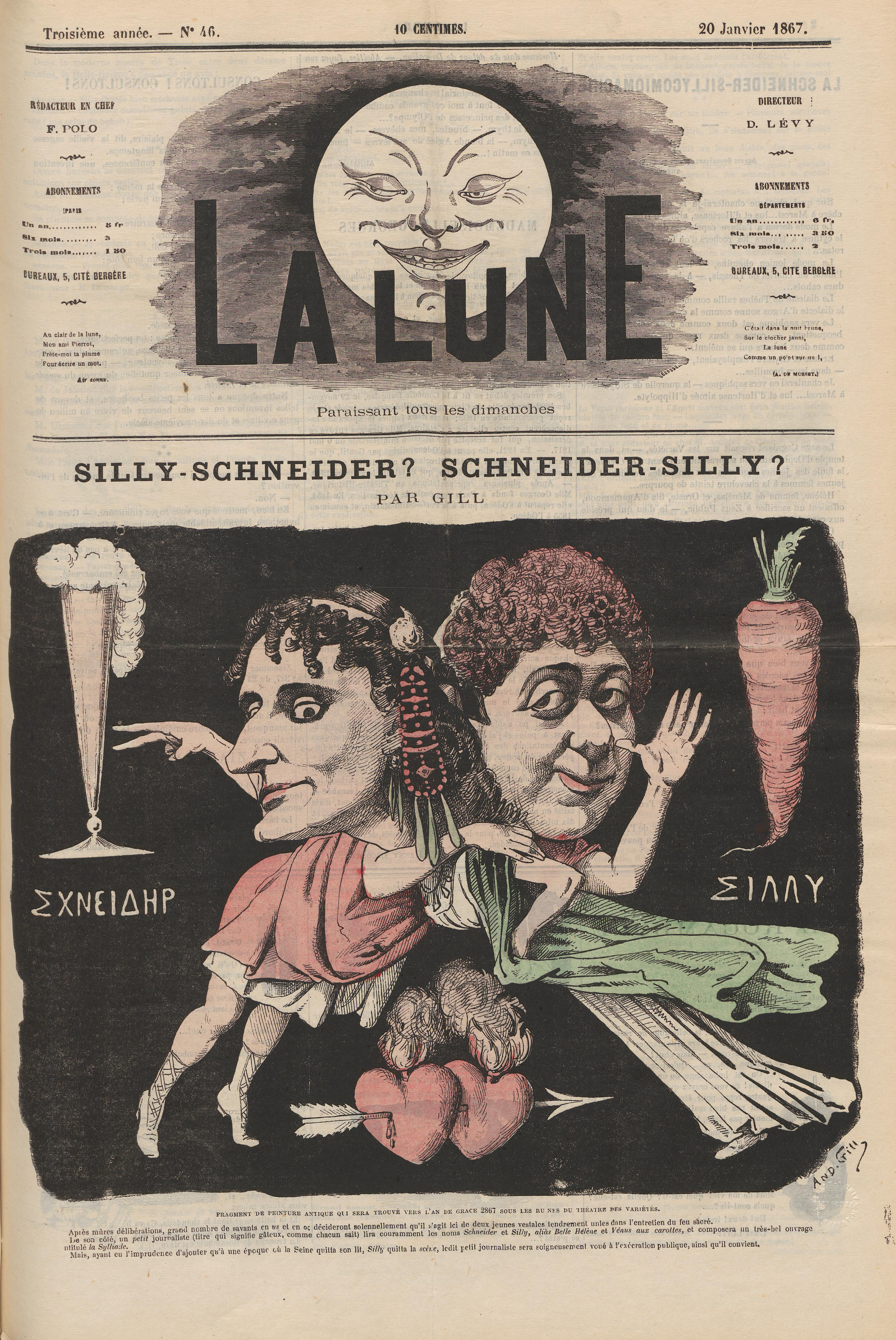
アンドレ・ジル画、雑誌『
L'Éclipse』表紙、オルタンス・シュネデールとレア・シリーの風刺画

| 人物名         | 声域                | 役                                                                              | 初演時のキャスト 1864年12月17日 指揮：オッフェンバック |
| -------------- | ------------------- | ------------------------------------------------------------------------------- | ------------------------------------------------------ |
| パリス         | テノール            | トロイア王プリアモスの息子パリス                                                | ジョゼ・デュピュイ                                     |
| エレーヌ       | ソプラノ バス       | メネラウスの妃 いわゆる「トロイのヘレネ」                                       | オルタンス・シュネデール                               |
| メネラウス     | テノール            | スパルタ王                                                                      | ジャン=ロラン・コップ                                  |
| アガメムノン   | バリトン またはバス | ミケーネ王 メネラウスの兄                                                       | アンリ・クデール                                       |
| オレスト       | メゾソプラノ        | アガメムノンの息子、オレステスのこと。 親の金で遊びまわる放蕩息子として描かれる | レア・シリー                                           |
| アシール       | テノール            | アキレウスのこと、 フティオリデスの王                                           | アレクサンドル・ギヨン                                 |
| アジャックスI  | テノール            | 別名大アイアース サラミス王                                                     | エドゥアール・アンビュルジェ                           |
| アジャックスII | テノール            | 別名小アイアース ロクリエン王                                                   | アンドフ                                               |
| カルカス       | バス                | ジュピテル神殿の神官、名前はカルカースから                                      | ピエール=ウジェーヌ・グルニエ                          |
| フィロコム     | 台詞                | アポロン神殿の召使                                                              | ヴィデー                                               |
| パルテニス     | 台詞                | コリントの遊女                                                                  | アリス                                                 |
| レーナ         | 台詞                | コリントの遊女                                                                  | ガブリエール                                           |
| バッキス       | ソプラノ            | エレーヌの侍女                                                                  | ルノー                                                 |

- 合唱：紳士、淑女、衛兵たち、奴隷、その他

## 初演時の衣装
ドラネールによるデッサン(1864)

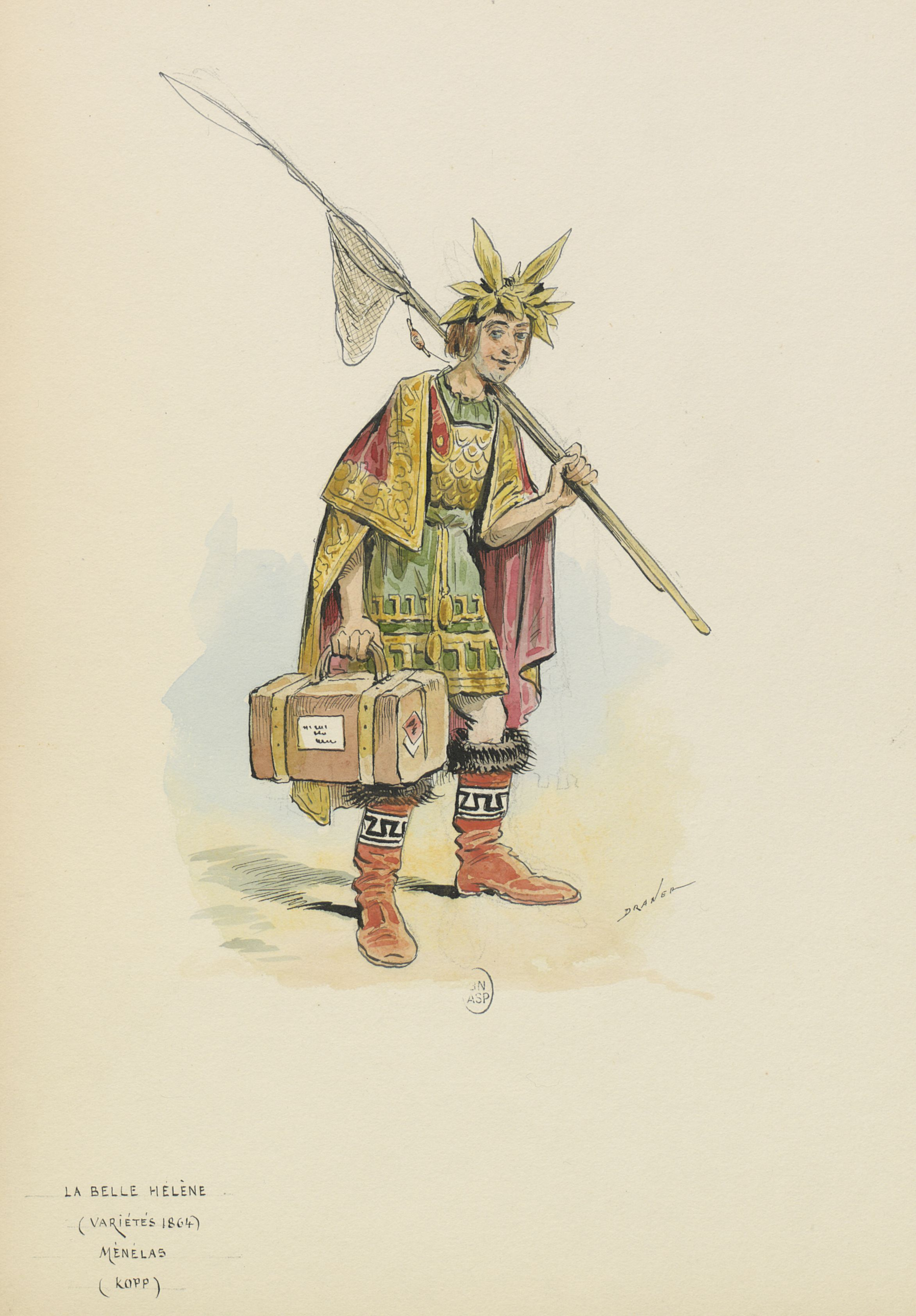
メネラウス
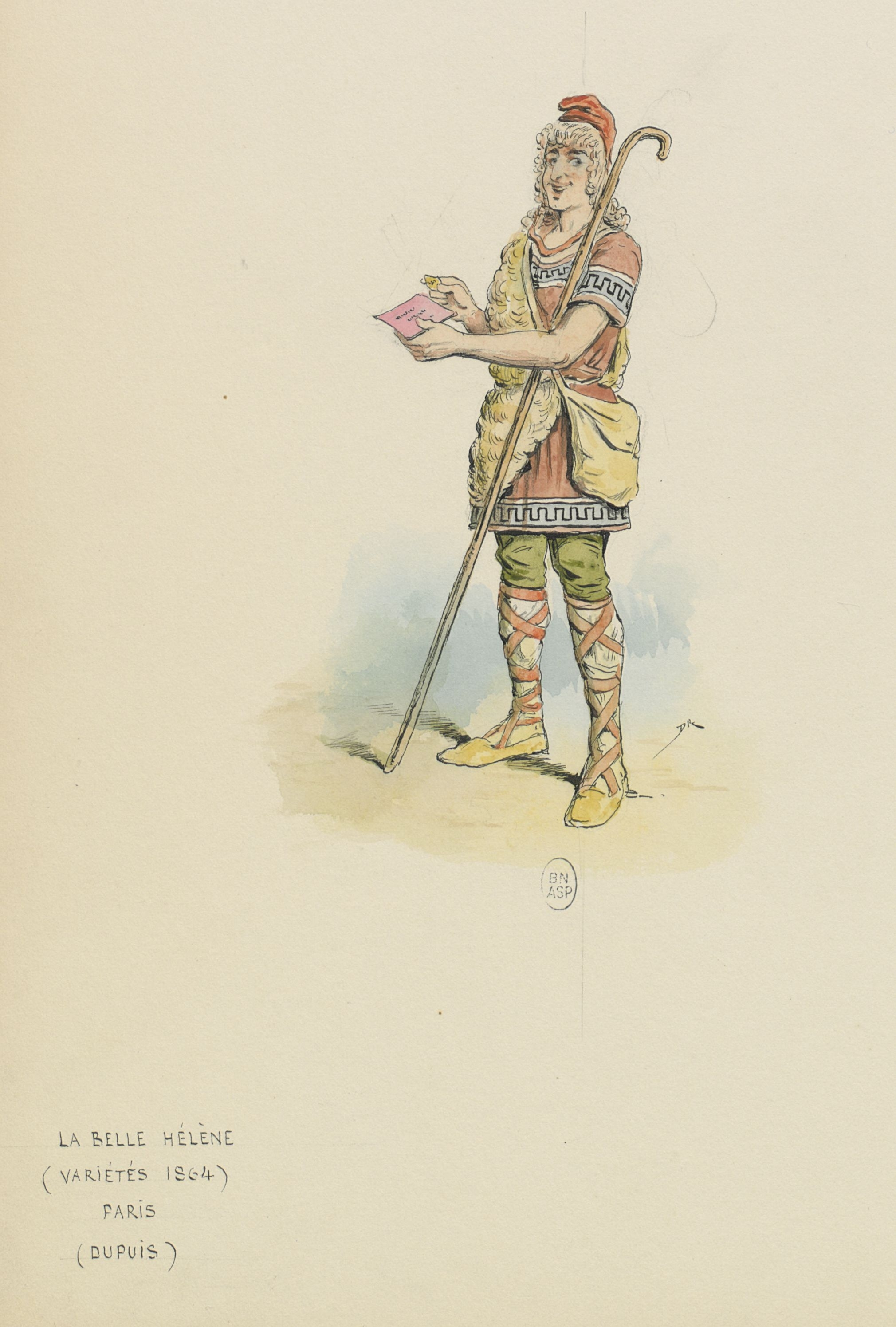
パリス
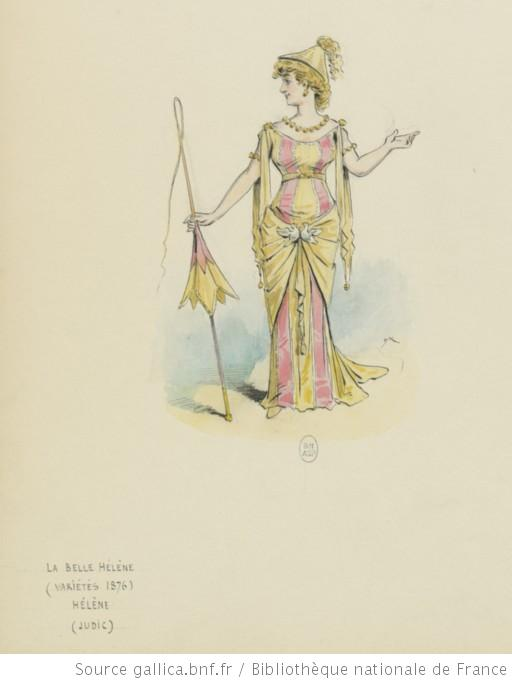
エレーヌ
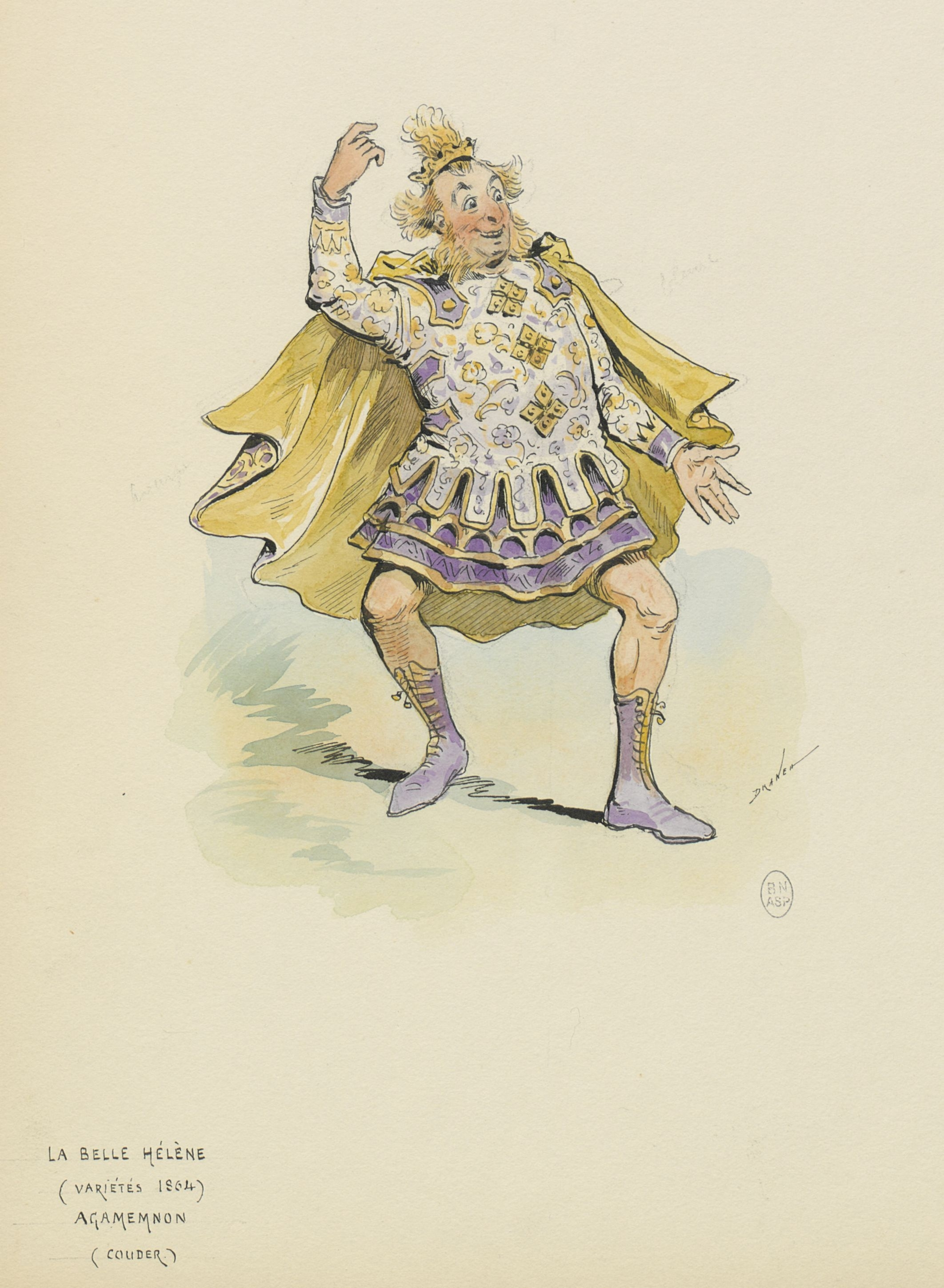
アガメムノン
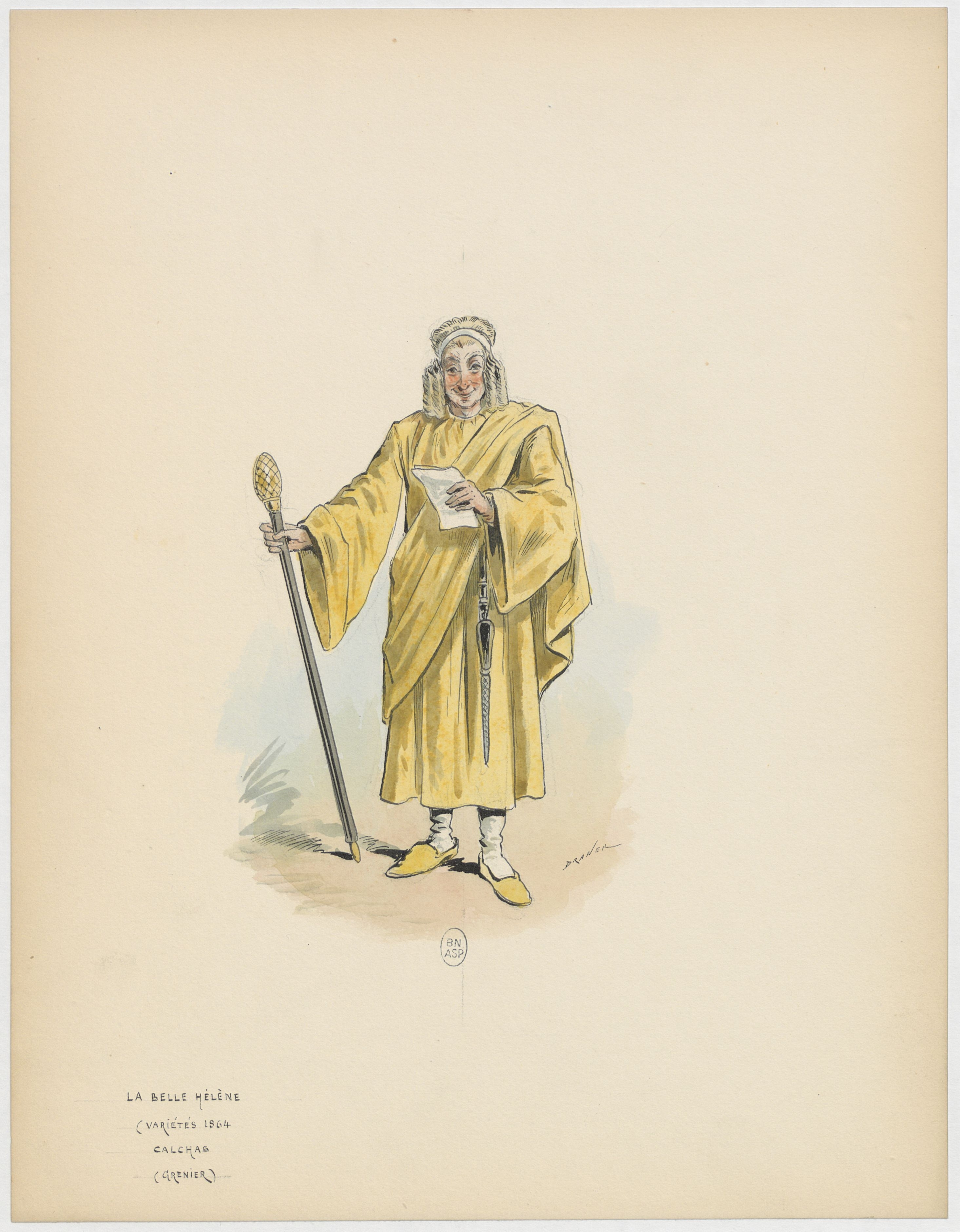
カルカス
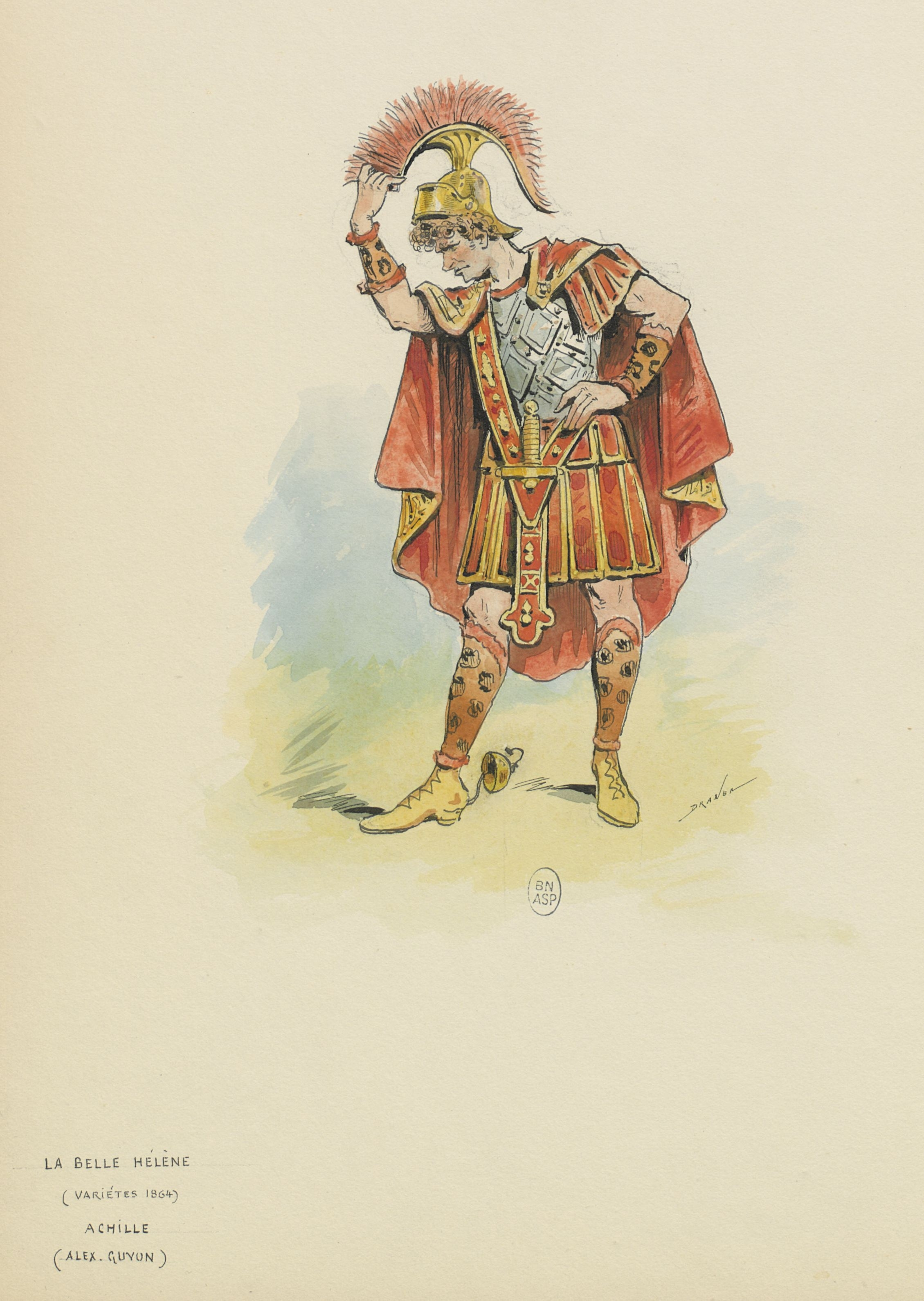
アシール
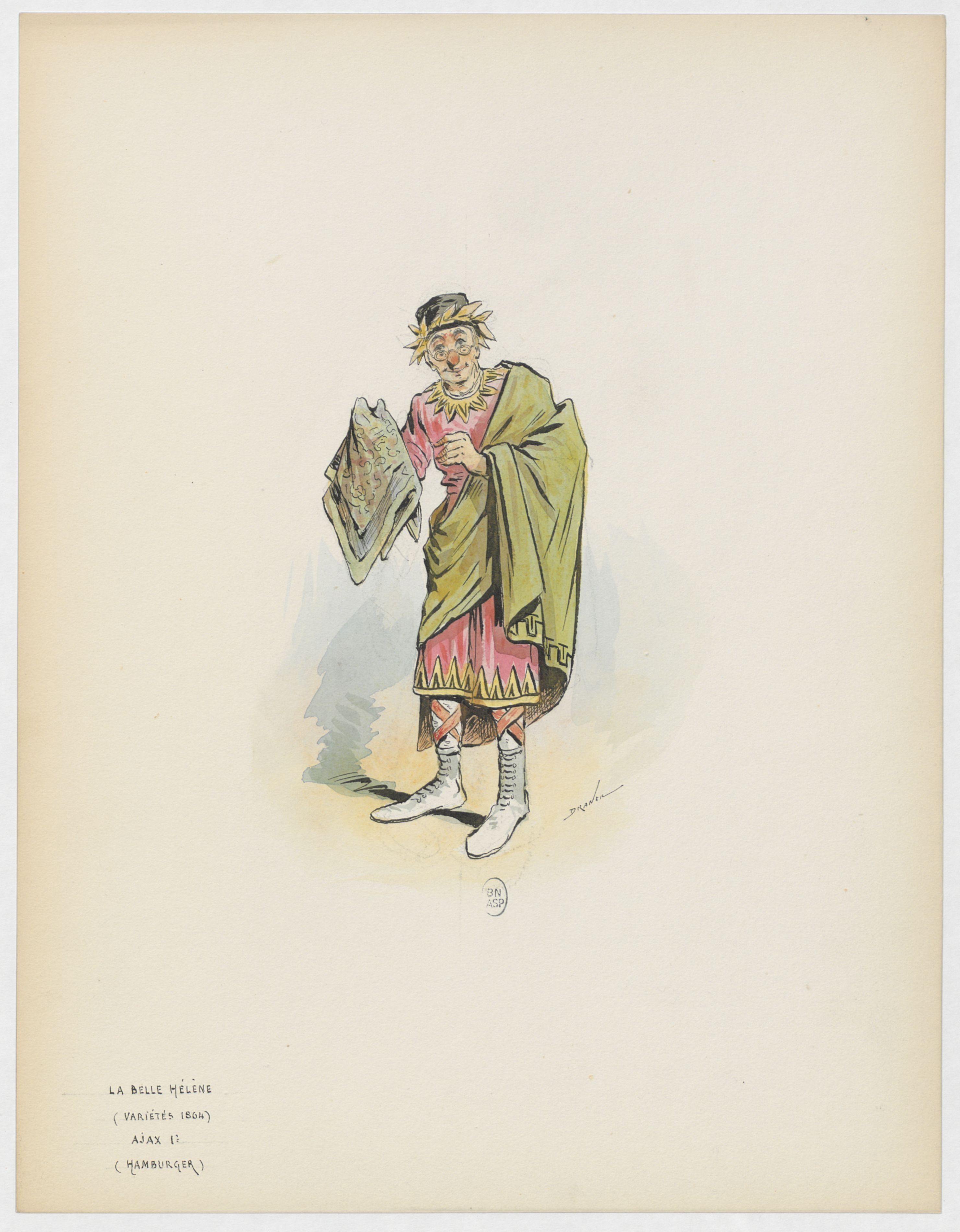
アジャックスⅠ

## 楽器編成
- 木管楽器:フルート2（ピッコロ持ち替え）、オーボエ1、クラリネット2、ファゴット1
- 金管楽器:ホルン2、トランペット2、トロンボーン1、テューバ1
- その他:弦楽五部、打楽器

## 演奏時間
全幕で約1時間50分。各幕では第1幕:約40分、第2幕: 約40分、第3幕: 約30分。

## あらすじ
•物語の舞台：古代、ギリシアのスパルタ

### 第1幕
神託、スパルタのジュピテル神殿前広場

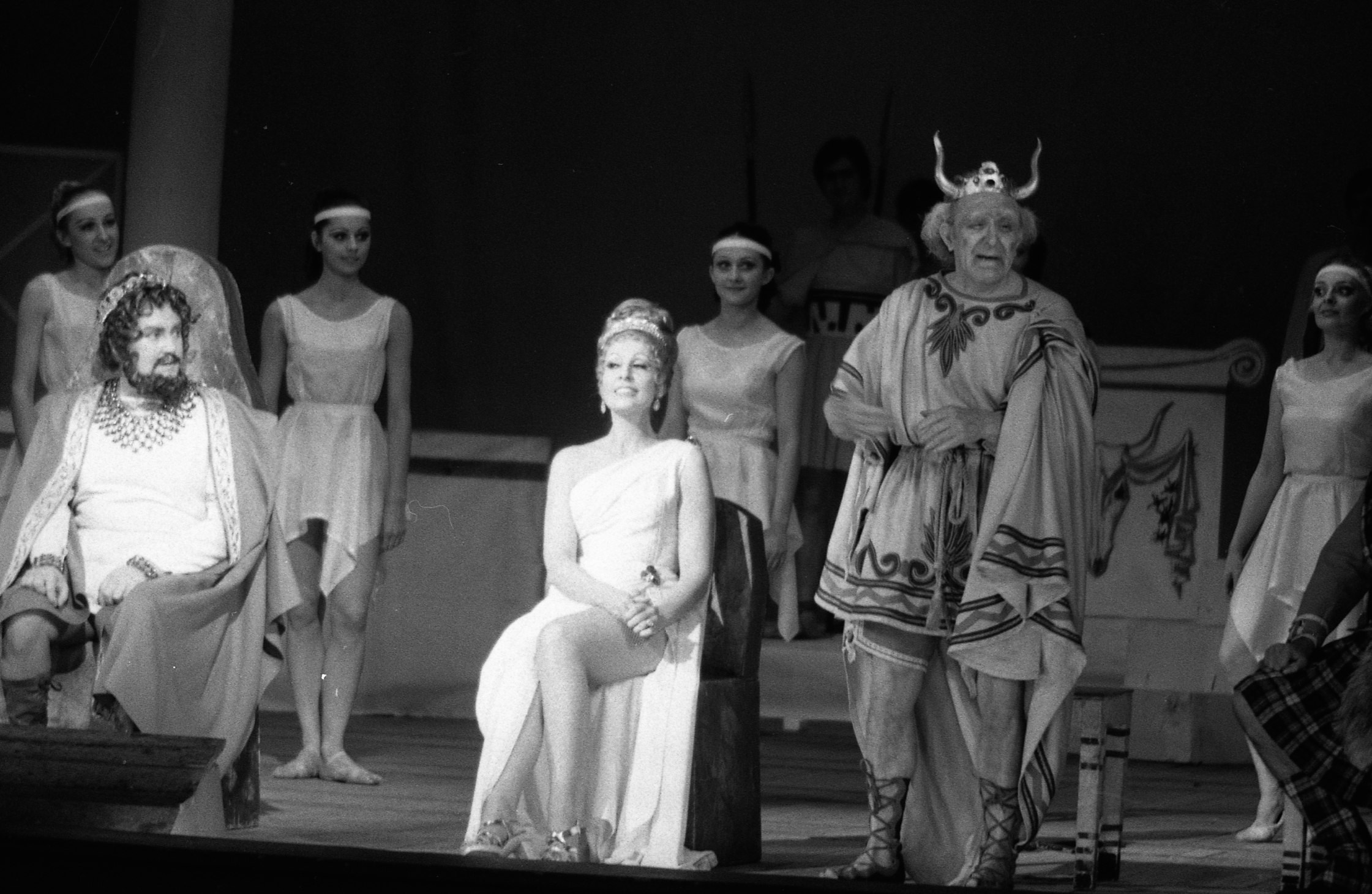
トゥールーズ・カピトール劇場での上演（1972年）

ジュピテル神殿前広場では人々が集まって供物を捧げている。そこへ神官のカルカスが召使のフィロコムと共に現れ、最近はジュピテルも影が薄い、今人気があるのは「パリスの審判」で見事最も美しい女神と認定されたヴェニュスだとぼやく。そこへ若い娘達が祈りを捧げるためやってくる。今日はヴェニュスの恋人アドニスの命日である。その後からエレーヌが侍女二人を従え登場、「愛をお与え下さい」と切望しながら歌う（アリア「神聖な恋 Amours divins !」）。
若い娘達が神殿に入るとエレーヌはカルカスを呼び止め、「パリスの審判」のことを聞きだし、ヴェニュスが世界一の美女を約束したという話はどうなったのと言う。その美女はあなた様ですよねとカルカスは答える。それに対してエレーヌは、私は白鳥に化けたジュピテルとレダの娘、メネラウスと結婚するまでは色々あったけど今は平凡に彼の王妃をしてるわ、でも「パリスの審判」で夫を裏切る事になりそうと嬉しそうに語る。そこへアガメムノンの子で遊び人のオレストが遊女のパルテイスとレーナを連れてやってきて、どんなに遊んでも国がお金を払ってくれると賑やかに歌う（オレストのクプレ「今夜はラヴィリンスのパブで夕食を Au cabaret du labyrinthe」）。
これだから国家予算の使途不明金が増えるとあきれるカルカス。オレストはアドニス祭礼に参加したいと言い出すが、カルカスはそれは困るとばかりに言葉巧みに説得して追い返す。カルカスが神殿に入ろうとすると、そこへ美しい羊飼いがヴェニュスの手紙を持ってやってくる。誰であろうこの羊飼いこそパリスその人である。手紙にはエレーヌとパリスが結ばれるように良きに計らえと書いてあった。ミーハーなカルカスはあなたがあの有名なパリス王子。では、「パリスの審判」の事を話してくださいよと求める。それに答えパリスは事の顛末を話す（「イダ山の上で Au mont Ida」）。
そして神殿からエレーヌが出てくる。美しい青年に魅了されるエレーヌ。パリスは私はただの羊飼い。今日ここで開催されるクイズ大会に出ると語る。そこへ各国の王様がやってくるのでエレーヌは支度のために去る。民衆が集まり、そこへ二人のアジャックス（大アイアース&小アイアース）、アキレウス、メネラオス、そしてアガメムノンがそれぞれの自己紹介をしながらやってくる（王様達の行進とクプレ）。
それが終わるとカルカスがクイズ大会の開始を告げる。そして、並み居る強豪を打ち負かしてパリスが優勝する。羊飼いなんかに負けたと悔しがる王様達。一方パリスは自分の身分を明かす。驚くエレーヌは、彼が「リンゴの若者」だったのねと喜ぶ（アンサンブル「リンゴの若者だわ L’homme à la pomme !」）。
身分の高い人だと知ったメネラウス王はパリスを宮殿に招く。そこへ突然雷鳴がとどろき、「メネラウスは今すぐクレタ島に行って、4週間滞在するべし」という神託が下る。もちろんこれはカルカスの陰謀で発電機を使って雷鳴をおこし、神託を捏造したのだ。嫌がるメネラウスだったが、結局皆に促されて行くことになる。これはチャンスと喜ぶパリス。エレーヌはメネラウスはかわいそうだけどこれも運命よとつぶやく。全員の「クレタ島へ行け」の合唱で幕。

### 第2幕
双六賭博、王妃の館
エレーヌは今夜のパーティを前に身支度をしている。そこへパリスが来たことが告げられる。夫とパリスのどちらを選ぶかを迫られている彼女は悩み、これもヴェニュスのせいよとばかりに彼女を非難するアリアを歌う（ヴィーナスへの祈願「私は金髪のエレーヌ On me nomme Hélène la blonde」）。
そこへパリスが現れ、ヴェニュスは世界一の美女を約束した、僕と一緒に来てくれますか、と言う。しかし、エレーヌは内心まんざらでもないが、世間体や夫の事を考えると素直にハイとはいえない。そこでパリスは一計を案じることにする。そこへ侍女がやってきて王様達のカード大会が始まると告げる。こうしてカード大会が始まるが、山場になるとカルカスが八百長をするので、しまいには怒った人々が金を返せ、と彼を吊るし上げ、カルカスは逃げ出す（カード勝負のアンサンブル）。
人々が彼を追って退場するとエレーヌ一人だけになる。そこへうまく追っ手を巻いたカルカスがやってくるので、エレーヌは彼にパリスと夢の中で会えるように魔法をかけるよう頼む。神官は彼女を寝かせて去る。そこへパリスが忍び込んでくる。エレーヌは目を覚ますが夢の中だからとばかりに彼の誘惑に乗って抱かれる（二重唱「夢の中の愛」）。

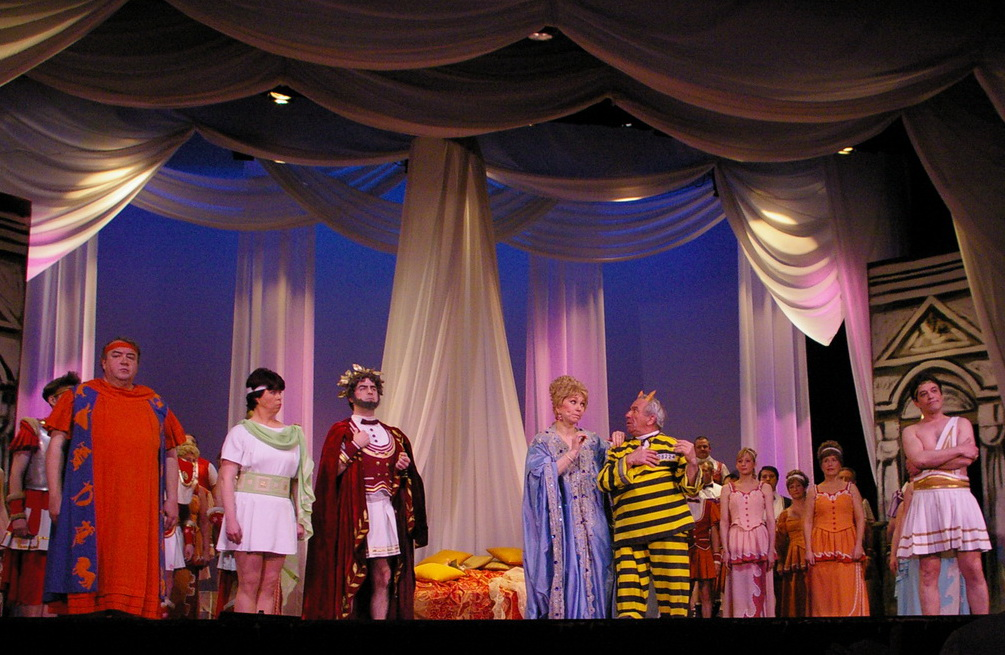
第2幕のラスト

しかし、突然メネラウスが帰って来てしまう。エレーヌはこれは夢じゃなかったのねと狼狽する。夫の方は妻が私を裏切った!!と訴える。騒ぎを聞きつけた人々がやってきて、メネラウスが戻っている事に驚く。夫は妻の浮気現場を押さえた、私の名誉は傷ついたと訴えるも、皆はそれは君にも責任がある、賢い夫は妻がきちんと迎えられるように事前に知らせるもんだと諭す（「旅から帰る夫の心得は Mari sage est en voyage」）。
メネラウスは今度からきちんとするので今回はどうにかしてくれとアガメムノンに泣きつく。アガメムノンはパリスに出て行けと叫ぶ。パリスは何を言う、エレーヌが僕のものになる事はホメロスにだって書いてあるよとぼやく。しかし、エレーヌは危険だから早く逃げてと彼を促す。そして、それぞれの思いのたけを歌う激しいコンチェルタートで幕（第2幕のフィナーレ）。

### 第3幕
ヴェニュスのガレー船、ナウプリアの海岸
前幕でパリスを追い出したことは、ヴェニュスの怒りに触れてしまう。ヴェニュスはギリシャの女たちを快楽に飢えさせ、すべての妻に夫を捨てさせた、とオレストが歌う。そこエレーヌとメネラウスが現れる。エレーヌにパリスとのことをしつこく聞く夫にうんざりした彼女は怒って去ってしまう。これを見たアガメムノンとカルカスは今やギリシャは快楽と乱痴気騒ぎに狂っている、このままでは国が危ない、ヴェニュスに詫びを入れるべきだとメネラウスを説得する（愛国の三重唱「ギリシャが戦場になれば Lorsque la Grèce」）。
メネラウスは、わかっているだからこそヴェニュスの生まれ故郷シテール島（キティラ島）の神殿の大神官に手紙を書いたと言う。その時海から派手に飾り付けられたガレー船がやってくる。大神官が到着したのだ。彼はメネラウスにヴェニュスの怒りを静めるためにエレーヌがシテール島へ行って白い仔牛100頭を捧げろと告げる。それですむならとメネラウスはエレーヌを呼ぶが、エレーヌは嫌がる。すると大神官が語りかける。僕はパリスです、これでも行くの嫌がるの?と。喜ぶエレーヌはこれも運命とばかりに船に乗り込む。かくして船は出港し、船上でパリスは正体を現し叫ぶ、「エレーヌはいただいていく。彼女は僕のもの」と。騙されたことを知ったメネラウスたちはトロイアに復讐しに行くぞ!!と合唱し、幕（第3幕のフィナーレ）。

## 聴きどころ
- アリア「神聖な恋 Amours divins !」 エレーヌ登場の歌。女声合唱とソプラノの響きが美しい。
- パリスのクプレ「イダ山の上で Au mont Ida」 パリスの審判の顛末を歌ったもの。緩やかで牧歌的なメロディが印象的。独立して演奏されることも多い。
- 王様達の行進とクプレ * 初演の時から最も人気がある歌。1880年のオッフェンバックの葬儀の時にも演奏され、大勢の人々が彼を偲んだ。
- アンサンブル「リンゴの若者だわ L’homme à la pomme !」 ただひたすら「リンゴの若者だわ!」をくり返す。最後はヨーデルのリズムになる。ユーモラスな歌唱の一つ。
- ヴィーナスへの祈願「私は金髪のエレーヌ On me nomme Hélène la blonde」 道ならぬ恋に身を委ねたくともそうもできない、複雑な心境を歌った美しいロマンス。
- カード勝負のアンサンブル - カード勝負の様子を歌で描写。最後のカルカスへの「金返せ」の合唱はユーモラスである。
- 二重唱「夢の中の愛」 - パリスとエレーヌの愛の二重唱。美しく幻想的なメロディーが有名。
- 第2幕のフィナーレ - イタリア・オペラのフィナーレのパロディーなのだが、劇中のハイライトともいうべき名シーン
- 愛国の三重唱「ギリシャが戦場になれば Lorsque la Grèce」-ロッシーニの『ギヨーム・テル』からの祖国の三重唱の巧みな引用である[16][17][18]。

## 主な全曲録音・録画
| 年   | 配役 エレーヌ パリス メネラウス アガメムノン                                                              | 指揮者 管弦楽団 合唱団 | レーベル                                                                                                |
| ---- | --- | --- | --- |
| 1952 | ジャニーヌ・リンダ アンドレ・ドラン ロジェ・ジロー ジャック・ランソラ                                     | ルネ・レイボヴィッツ パリ・フィルハーモニー管弦楽団 同合唱団                                                                                 | CD: Andromeda ASIN: B000L43MZK                                                                          |
| 1970 | ダニエーレ・ミレ シャルル・ビュルル ジャン=クリストフ・ブノワ ミシェル・ダン                              | ジャン=ピエール・マルティ ラムルー管弦楽団 ルネ・デュクロ合唱団                                                                              | CD: EMI ASIN: B00005A9O8                                                                                |
| 1974 | アンナ・モッフォ ルネ・コロ ヨゼフ・マインラート ハンス・クレーマー                                       | フランツ・アラーズ シュトゥットガルト放送交響楽団 シュトゥットガルト南部放送合唱団 監督：アクセル・フォン・アムベッセル                      | DVD: ユニテル ASIN: B0001N1PRI ドイツ語歌唱（映画版）                                                   |
| 1977 | ジャーヌ・ロード レミー・コラザ ジャック・マルタン ジュール・バスタン                                     | アラン・ロンバール ストラスブール・フィルハーモニー管弦楽団 ラン歌劇場合唱団                                                                 | CD: Erato ASIN: B00005NV6D                                                                              |
| 1980 | アンネリーゼ・ローテンベルガー ニコライ・ゲッダ フェリー・グルーバー クラウス・ヒルテ                     | ヴィリー・マッテス ミュンヘン放送管弦楽団 ミュンヘン放送合唱団                                                                               | CD: EMI ASIN: B000005GRF ドイツ語歌唱                                                                   |
| 1984 | ジェシー・ノーマン ジョン・アラー シャルル・ビュルル ガブリエル・バキエ                                   | ミシェル・プラッソン トゥールーズ・キャピトル国立管弦楽団 トゥールーズ・キャピトル劇場合唱団                                                 | CD: EMI ASIN: B000VKW6H4                                                                                |
| 1997 | ヴェッセリーナ・カサロヴァ デオン・ファン・デル・ヴァルト フォルカー・フォーゲル オリヴァー・ヴィドマール | ニコラウス・アーノンクール チューリヒ歌劇場管弦楽団 チューリヒ歌劇場合唱団 演出：ヘルムート・ローナー                                        | DVD: Arthaus Musik ASIN: B005TLRNUU ※輸入パッケージほかにドイツ語歌唱と記されているがフランス語である。 |
| 2000 | フェリシティ・ロット ヤン・ブロン ミシェル・セネシャル ロラン・ナウリ                                     | マルク・ミンコフスキ グルノーブル・ルーヴル宮音楽隊 ルーヴル宮音楽隊合唱団 演出: ロラン・ペリー パリ・シャトレ座(ライブ)                     | DVD: TDKコア ASIN: B00009V9NY CD: Virgin Classics ASIN: B00005A9NM                                      |
| 2014 | ジェニファー・ラーモア ハン・サンジュン ペーター・ガイヤール ヴィクトル・ラド                             | ゲーリット・プリースニッツ ハンブルク国立フィルハーモニー管弦楽団 ハンブルク国立歌劇場合唱団 演出：ルノー・ドゥセ 舞台・衣装：アンドレ・バベ | DVD: King International ASIN: B071ZSBC1V                                                                |

## 余談
- 『美しきエレーヌ』に対抗して、フランツ・フォン・スッペが『美しきガラテア』というオペレッタを作曲している。
- このオペレッタにちなみ、洋梨のコンポートにアイスクリームを添えてチョコレートソースをかけたデザートを「洋梨のベルエレーヌ」という。エスコフィエが考案したとされる。